# Apristurus spongiceps
Espèce
Statut de conservation UICN

 DD  : Données insuffisantes
Apristurus spongiceps est une espèce de requin.